# オソルコン2世
オソルコン2世（Osorkon II、在位：紀元前872 ‐ 837年頃）は古代エジプト第22王朝の第5代ファラオ。即位名は「ラーの正義は強く、アメンに選ばれし者」を意味するヘジュケペルラー・セテプエンアメン。

## 概要
先代の王タケロト1世と王妃カペスの息子。治世中、王都のタニスやブバスティスを中心に多数の建築事業を行うなど、王朝創始以来の国威を維持した。しかしその一方で、従兄弟のハルスィエセがテーベでファラオを称して独立する動きを見せ、更にアッシリアによるパレスティナ侵攻に直面するなど、国内外に多くの難を抱える事になった。